# Omer Boucquey
 (janvier 2019).
Omer Boucquey, né le 17 août 1921 à Dunkerque et mort le 29 mai 2003 à Saint-Cloud, est un réalisateur de films d'animation français.

## Œuvre

### Filmographie
Courts-métrages d'animation
- 1946 : Choupinet
- 1946 : Choupinet aux enfers - inachevé
- 1949 : Le Troubadour de la Joie
- 1952 : Les dessins s'animent - documentaire
- 1963 : Moisson… Boisson

Films publicitaire d'animation
- 1949 : Bécassine fait une découverte - pour Laine de Becassine
- 1949 : Toute la famille en boit - pour Brasserie du Pélican - bière Pélican
- 1950 : Falières pour tous les âges - pour Phosphatine Fallières - alimentation de l'enfant
- 1950 : Film abstrait - pour Colgate - Super Colgate
- 1951 : La Vache et le lutin - pour Fromages Jules Hutin
- 1951 : Vainqueurs du temps - pour Adolphe Lafont - vêtements
- 1951 : V - pour Vittel - eaux
- 1952 : Conseil de révision - pour Cassegrain - conserves
- 1953 : Sportif - pour Chocolat Delespaul - chocolat
- 1953 : Écolier - pour Chocolat Delespaul - chocolat
- 1953 : Le Roi boit - pour Kronenbourg - bière
- 1954 : L'Amie des enfants - pour Maïzena - fécule de maïs
- 1954 : L'Amie de madame - pour Maïzena - fécule de maïs
- 1954 : Objectif papier - pour Baignol et Farjon - papeterie
- 1954 : Premiers au monde - pour Gef - chaussettes
- 1954 : Albert - pour Albert Brau - bière
- 1954 : Gai… Fort - pour Phosphatine Fallières - alimentation de l'enfant
- 1954 : Le Rythme de la vie - pour CAO Falières - petit déjeuner-goûter
- 1954 : Bonnes notes - pour La Pie qui Chante - confiseries
- 1955 : Fait la cigarette meilleure - pour JOB - papier à cigarette
- 1955 : Doux Zéphyr - pour Zéphyr - papiers
- 1955 : Quelles couches - pour Zéphyrette - couches en papier
- 1956 : Il était un foie - pour CAO Falières - petit déjeuner-goûter
- 1956 : La Plus belle note - pour La Pie qui Chante - confiseries
- 1957 : La Ligne - Brasserie Dumesnil - bière Dumesnil
- 1958 : Création du monde - pour La Pie qui Chante - confiseries
- 1959 : Drôles de vaches - pour La Pie qui Chante - confiseries
- 1960 : Drôles de croches - pour La Pie qui Chante - confiseries
- 1960 : Confort sécurité - pour Kléber-Colombes - pneus
- 1960 : Pélican - pour Brasserie du Pélican - bière Pélican
- 1962 : Jeu de la pie - pour La Pie qui Chante - confiseries
- 1962 : La Clef du succès - pour DMC - fil Tubino
- 1962 : La Poudre magique - Potasses d'Alsace
- 1963 : Au sommet de la gourmandise - pour La Pie qui Chante - confiseries
- 1967 : Mi - pour La Pie qui Chante - confiseries

### Bandes dessinées
- 1938 : Biair le Pélican, Bayard
- 1949 : Choupinet : L'Anneau d'émeraude, dans Âmes vaillantes
- 1950 : Choupinet : La Fleur aux pétales d'or, dans Âmes vaillantes
- 1950 : Ulysse : Le Vol du Régent, Radio-Cinéma

### Albums
- 1948 : Choupinet eu Ciel, Artima
- 1951 : Choupinet et Noisette, Hachette, Les Albums roses